# Эллис (река)
Эллис (англ.  Ellice River) — река на северо-западе Канады  (территория Нунавут).

## География
Берёт своё начало севернее реки Бак между озёрами Бичи и Пелли. Течёт в северном направлении. В среднем течении пересекает Северный Полярный круг. Впадает в залив Куин-Мод Северного Ледовитого океана между бухтами Кэмпбелл и Джернон. Длина реки составляет 287 км, а площадь бассейна равна 16 900 км².

## Фауна
Река является местом обитания арктического гольца. На прибрежных островах в устье реки гнездится большое число чёрной казарки.  Северные олени (карибу) и овцебыки являются наиболее крупными представителями млекопитающих в районе реки.
Река названа в честь шотландского политика Эдварда Эллиса.